# Các di tích lịch sử ở Novgorod và vùng lân cận
Các di tích lịch sử ở Novgorod và vùng lân cận là một Di sản thế giới của UNESCO bao gồm một số tượng đài Trung cổ ở trong và xung quanh Veliky Novgorod, Nga. Novgorod từ giữa thế kỷ 9-15 là một trong những thành phố quan trọng nhất của thời Trung cổ của Rus. Nó nằm trên tuyến đường thương mại Varangians - Hy Lạp và là trung tâm của Cộng hòa Novgorod, bao gồm các phần là lãnh thổ tây bắc Nga ngày nay. Từ thế kỷ 12, nó là một ví dụ về một nước Cộng hòa Trung cổ, trong đó các quyết định đã được thực hiện bởi Veche - tập hợp của các cư dân thành phố - và các hoàng tử đã đắc cử. Novgorod là một trong số các khu vực của Rus không bị ảnh hưởng bởi cuộc xâm lược của Mông Cổ, và do đó, các nhà thờ Giáo hội được xây dựng và hoạt động được liên tục ở đây trong thế kỷ 14. Novgorod cũng là ghế của Tổng giám mục, đồng thời cũng một trung tâm văn hóa quan trọng. Các bản thảo của Nga được biết đến sớm nhất là có nguồn gốc từ Novgorod trong thế kỷ 11. Kiến trúc đá trắng và hội họa Nga có nguồn gốc từ Novgorod và Pskov. Một trong những họa sĩ thời Trung cổ quan trọng nhất của Nga, Theophanes, là người đã có những đóng góp tích cực ở Novgorod.

## Công trình
Các di tích sau đây là một phần của Di sản thế giới, nhiều trong số được được quản lý và sử dụng bởi Bảo tàng Novgorod:
- Phòng Facets, được niêm yết chính thức như là toàn bộ Novgorod Kremlin
- Tòa án Yaroslav
- Thành lũy và hào của Okolny Gorod
- Tháp Alexios của Okolny Gorod
- Nhà thờ Thánh Nicholas, Lipno
- Nhà thờ Nereditsa
- Tàn tích của Nhà thờ Lễ truyền tin ở Gorodishche
- Nhà thờ Giáng Sinh của đấng Theotokos ở Peryn
- Tu viện Antoniev
- Nhà thờ Thánh Peter và Paul tại Kozhevniki
- Nhà thờ Thánh Peter và Paul tại Slavna
- Nhà thờ Theodore Stratelates trên phố Shikova
- Tu viện Yuriev
- Tu viện Zverin
- Nhà thờ Giáng Sinh tại Yamskaya Sloboda
- Nhà thờ Thánh Blasius
- Nhà thờ Trắng Thánh Nicolas của Tu viện Trắng Thánh Nicolas
- Nhà thờ Biến thân trên phố Saint Ilia
- Nhà thờ Mười hai tông đồ